# Friedrich von Reventlou

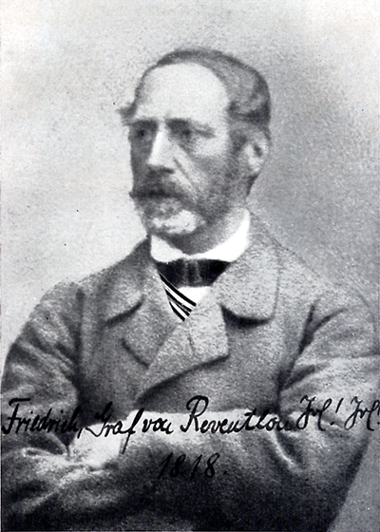
Graf Reventlou (Couleurbild Holsatias)

Friedrich Graf von Reventlou (* 16. Juli 1797 in Schleswig; † 24. April 1874 in Starzeddel, Niederlausitz) war ein deutscher Staatsmann. Er war Mitglied der Provisorischen Regierung Schleswig-Holsteins und Statthalter der Herzogtümer Holstein und Schleswig.

## Leben
Friedrich Graf von Reventlou entstammte altem schleswig-holsteinischen Adel. Er wurde 1797 als zweiter Sohn des königlich dänischen Kammerherrn und Generalmajors Graf Heinrich von Reventlou (1763–1848), Gutsherr auf Falkenberg, Erbherr auf Wittenberg und Kaltenhof, und der Gräfin Sophie Anna von Baudissin (1778–1853) in der Altstadt Schleswigs geboren. Heinrich und Christian Andreas Julius Reventlow waren seine Brüder.
Er besuchte das Katharineum zu Lübeck bis Michaelis 1816. Anschließend begann er an der Georg-August-Universität Göttingen Rechtswissenschaft zu studieren. Im Sommersemester 1818 wechselte er an die Universität Jena, im folgenden Semester an die Christian-Albrechts-Universität zu Kiel, wo er 1818 dem Corps Holsatia beitrat. Er ging 1819 an die Ruprecht-Karls-Universität und wurde auch im Corps Holsatia Heidelberg aktiv. Im Herbst 1820 legte er sein erstes juristisches Staatsexamen ab. Reventlou schlug die Justizlaufbahn ein und trat als Auskultator in das (dänische) Obergericht in Glückstadt ein. Dort wurde er später auch zum Gerichtsrat ernannt. Im Jahr 1834 wurde er Mitglied des Oberappellationsgerichts in Kiel. 
Bereits 1831 hatte Reventlou Luise Freiin Löw von und zu Steinfurth († am 27. Mai 1864) geheiratet. Ihre Kinder waren Fanny, Kurt, Werner, Luise, Karl und Adelheid. 1836 wurde er zum Propst des evangelischen adeligen Damenstifts Preetz gewählt.

## Politik im Vormärz
Politisch konservativ, beharrte er auf der Aufrechterhaltung der historisch entstandenen Landesrechte der Herzogtümer Schleswig und Holstein und lehnte die Versuche der dänischen Regierung ab, diese zu verändern. Gleichermaßen bekämpfte er demokratische Tendenzen im Innern. 
Reventlou wehrte sich gegen die Erstellung eines neuen Katasters zur gerechteren Steuerverteilung. Allerdings setzte er sich für die Aufhebung der bisherigen Trennung von adeligen und bürgerlichen Gutsbesitzern ein. Außerdem plädierte er für eine neue Landgerichtsordnung. 
Eine bedeutende Rolle spielte Reventlou in den beratenden Ständeversammlungen seit 1834. Er beantragte 1844 eine Protestnote gegen den Versuch, den staatsrechtlichen Status quo zu ändern. Auch beim Protest im Jahr 1846 gegen Maßnahmen König Christians VIII. war er maßgeblich beteiligt. Die Protestadresse und die Beschwerde der Stände beim Bundestag (Deutscher Bund) gehen im Wesentlichen auf ihn zurück. 
Reventlou stand den Mitgliedern der Holsteinischen Ständeversammlung in Itzehoe vor, die weiteren Verhandlungen mit der Krone Dänemark eine Absage erteilte, solange das Mitbestimmungsrecht der Stände nicht gesichert sei. Der Versuch, den Konflikt in einem persönlichen Gespräch mit dem König zu entschärfen, scheiterte, weil Christian VIII. sich weigerte, ihn zu empfangen. 
An der Spitze einer nun ständigen Deputation der Prälaten und der Ritterschaft stritt er 1847 weiter für die überkommenen Rechte der Herzogtümer, ohne damit bei der dänischen Regierung Gehör zu finden.

## Provisorische Regierung
Die Situation verschärfte sich, als im Januar 1848 der König starb und sein Nachfolger Friedrich VII. (Dänemark) eine Verfassung für das gesamte Königreich ankündigte. Reventlou plädierte für eine Prüfung des Verfassungsentwurfs unter der Voraussetzung, dass dieser die bisherigen Rechte der Herzogtümer Schleswig und Holstein garantieren würde. Diese Ansicht vertrat er auch auf der gemeinsamen ständischen Versammlung beider Herzogtümer. 
Die Lage veränderte sich erneut nach dem Umsturz in Kopenhagen und dem Sieg der nationalen eiderdänischen Partei im März 1848. Daraufhin wurde in Schleswig und Holstein eine gemeinsame provisorische Regierung gebildet, der auch Reventlou an maßgeblicher Stelle angehörte. Er war dabei für die äußeren Beziehungen verantwortlich. Die stark auf Reventlou zurückgehende Proklamation vom 24. März 1848 ging davon aus, dass der Landesherr unfrei in seinen Entschlüssen sei. Aufgabe der provisorischen Regierung sei es, „zur Aufrechthaltung der Ordnung, zur Vertheidigung der Grenze, zur Sicherung der Rechte des Landes und seines angestammten Herzogs in seinem Namen die Regierung führen“. Die provisorische Regierung stellte sich nach Meinung von Reventlou nicht gegen den König, sondern gegen die revolutionäre Regierung in Kopenhagen. Während des Schleswig-Holsteinischen Erhebung zwischen 1848 und 1851 musste er allerdings die Grenzen der Bedeutung der provisorischen Regierung zur Kenntnis nehmen. Reventlou gelang es nicht, den Vertrag von Malmö (1848) zwischen Preußen und Dänemark zu verhindern.

## Statthalterschaft

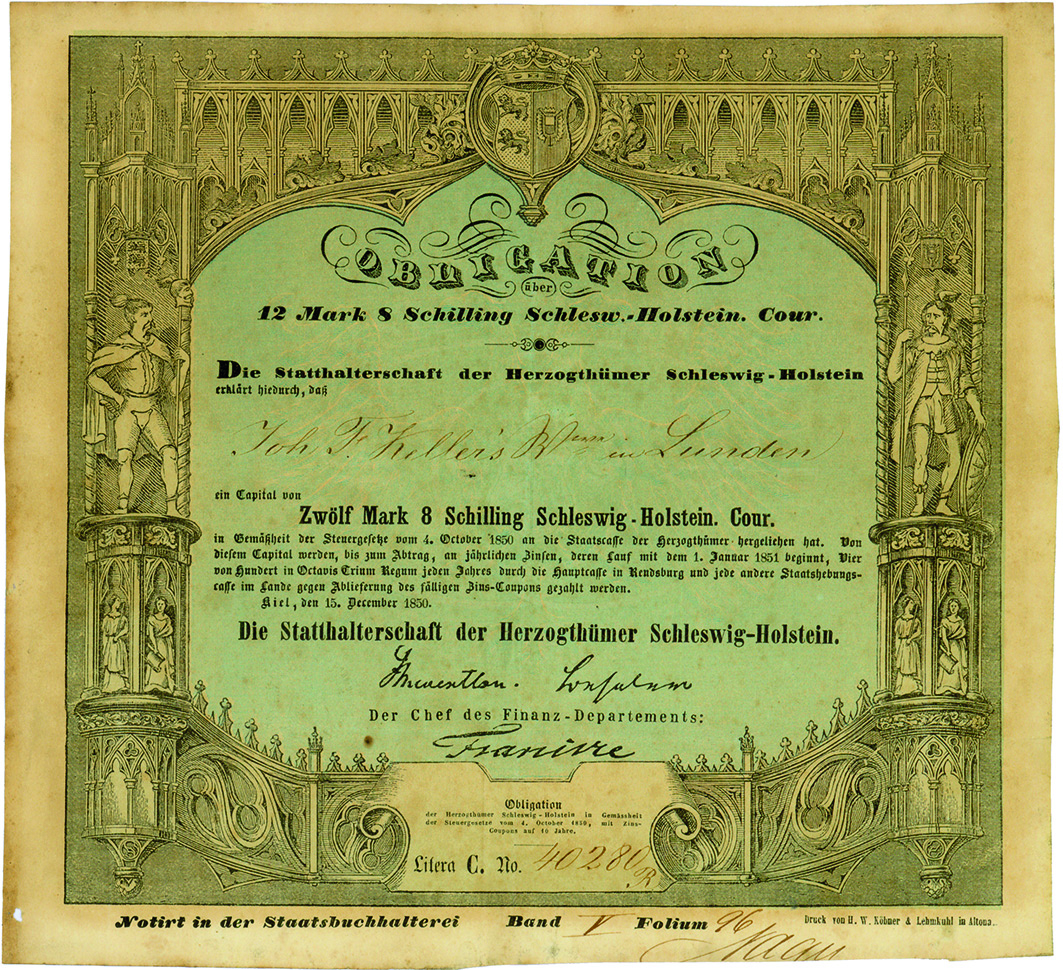
Obligation der Statthalterschaft der Herzogthümer Schleswig-Holstein vom 15. Dezember 1850 mit Unterschrift von Friedrich von Reventlou

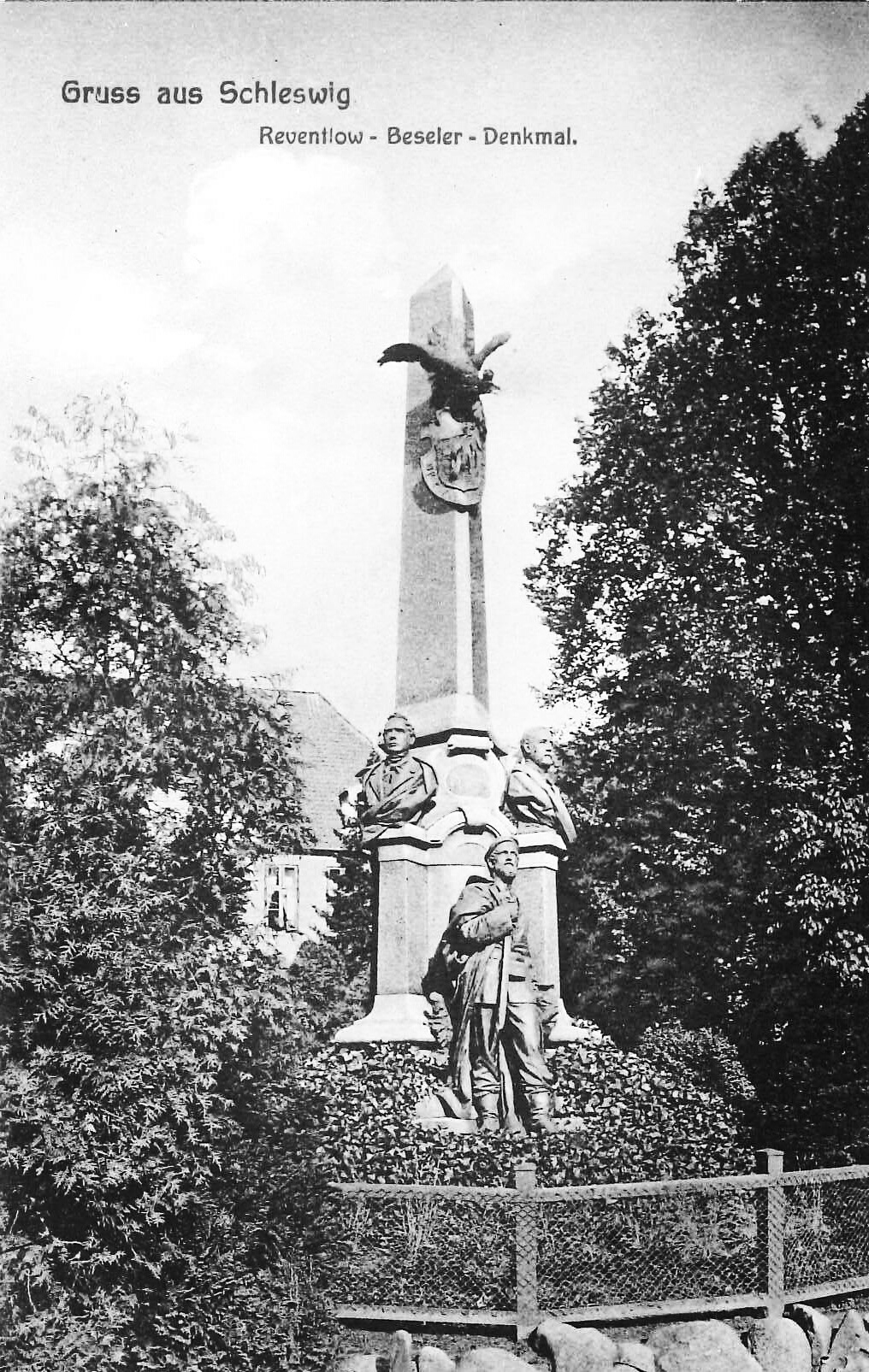
Reventlou-Beseler-Denkmal in Schleswig (1891)

Nachdem eine gemeinsame Regierung die Kontrolle über die beiden Herzogtümer übernommen hatte, löste sich die provisorische Regierung am 22. Oktober 1848 auf. Als Dänemark im März 1849 den Waffenstillstand aufkündigte, ernannte die provisorische Zentralgewalt Reventlow und Wilhelm Beseler zu Statthaltern. Bestrebungen, die Personalunion der Herzogtümer mit Dänemark völlig zu lösen, lehnte er ab. Diese Position war nach den vorläufigen Friedensabkommen gescheitert. Die Untrennbarkeit der Herzogtümer wurde aufgegeben. Die Schleswig-Holsteinische Landesversammlung musste von Schleswig nach Kiel umziehen. Die Kompetenzen der Statthalter waren auf Holstein begrenzt. 
Der Frieden vom 2. Juli 1850 überließ die Herzogtümer ihren Schicksal. Reventlou war nun bestrebt, auch ohne Unterstützung der deutschen Staaten die Konfrontation mit Dänemark durchzustehen. Allerdings stand der konservative Reventlou der Bildung von Freikorps oder ähnlichen Einheiten ablehnend gegenüber. Noch immer ging es ihm um die Wiederherstellung der alten Rechte, nicht um die Unabhängigkeit. Er weigerte sich allerdings auf die Aufforderung Österreichs hin, den Kampf einzustellen. Mit der Olmützer Punktation vom November war nun auch Preußen bereit, einer Bundesexekution zur Durchsetzung des Friedens mit Dänemark zuzustimmen. Unter dem Druck der österreichisch-preußischen Truppen erschien ihm – anders als Beseler - ein weiterer militärischer Widerstand zwecklos. Er vertraute auf die Zusicherung der Großmächte, die Vorkriegsordnung wieder einzuführen. Nachdem Beseler in der Landesversammlung gescheitert war, führte Reventlou die Statthalterschaft für kurze Zeit allein weiter.

## Exil und letzte Jahre
Nach dem endgültigen Scheitern einer eigenständigen Regierung für Schleswig-Holstein musste Reventlou die Herzogtümer verlassen. Er lebte ab 1853 auf neu erworbenen Gütern in der Niederlausitz und hielt sich von der Politik fern. 1861 in das Preußische Herrenhaus berufen, setzte er sich in einer Rede 1863 noch einmal für Schleswig-Holstein ein. Der Deutsch-Dänische Krieg begann ein Jahr später.

## Quellen

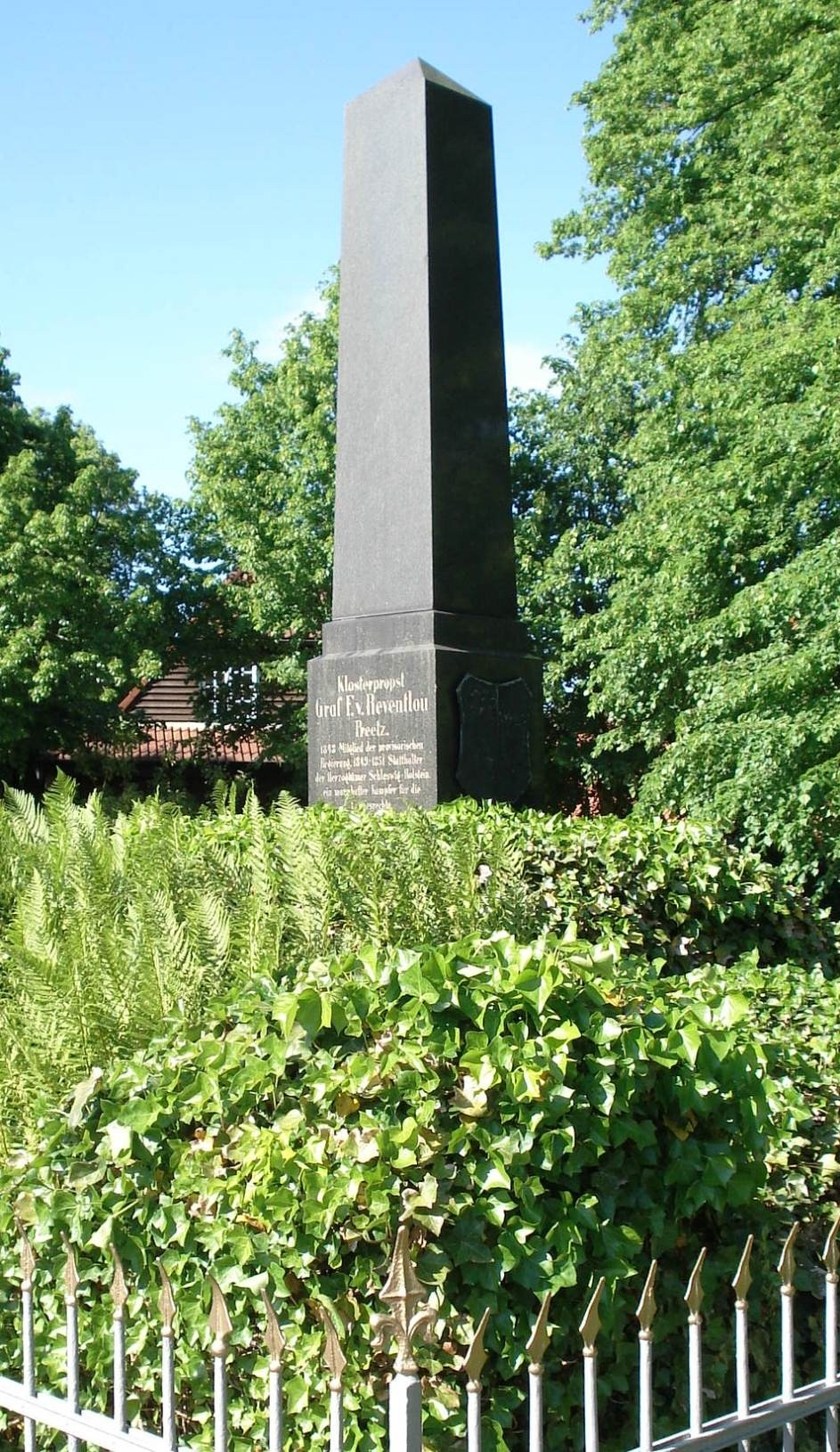
Obelisk für Friedrich von Reventlou im Kloster Preetz